# Oropos
Oropos (Ωρωπός) is sedert 2011 een fusiegemeente (dimos) in de Griekse bestuurlijke regio (periferia) Attica.
De negen deelgemeenten (dimotiki enotita) van deze fusiegemeente zijn:
- Afidnes (Αφίδνες)
- Avlonas (Αυλώνας)
- Kalamos (Κάλαμος)
- Kapandriti (Καπανδρίτι)
- Malakasa (Μαλακάσα)
- Markopoulo Oropou (Μαρκόπουλο Ωρωπού)
- Oropioi (Ωρωπίοι)
- Polydendri (Πολυδένδρι)
- Sykamino (Συκάμινο)